# Marcin Pilich
Marcin Pilich (ur. 16 kwietnia 1968 w Warszawie) – polski realizator dźwięku.
Udźwiękowił ponad sto filmów fabularnych, dokumentalnych, krótkometrażowych, animowanych, seriali telewizyjnych oraz spektakli Teatru Telewizji.
Był współtwórcą popularnych seriali telewizyjnych takich, jak Dom i Plebania, oraz nagrodzonych filmów, np. Mój Nikifor.

## Kariera
Absolwent Liceum Ogólnokształcącego im. Tadeusza Kościuszki w Pruszkowie. Studiował na Wydziale Elektroniki Politechniki Warszawskiej. Dyplom w zakresie akustyki uzyskał w 1994 roku.
W latach 1992–93 pracował w warszawskim Radiu Kolor jako realizator emisyjny w okresie, gdy wybitnymi postaciami tej stacji byli m.in. Wojciech Mann, Krzysztof Materna, Grzegorz Wasowski i Jan Chojnacki.
Od 1995 roku na stałe związany z Telewizją Polską. Był realizatorem dźwięku w filmach fabularnych, dokumentalnych, animowanych, serialach telewizyjnych oraz spektaklach Teatru Telewizji. Brał udział w udźwiękowieniu filmów i przedstawień znanych reżyserów, jak np.: Andrzej Wajda, Krzysztof Krauze, Izabella Cywińska, Władysław Pasikowski, Maciej Wojtyszko.

## Ciekawostki

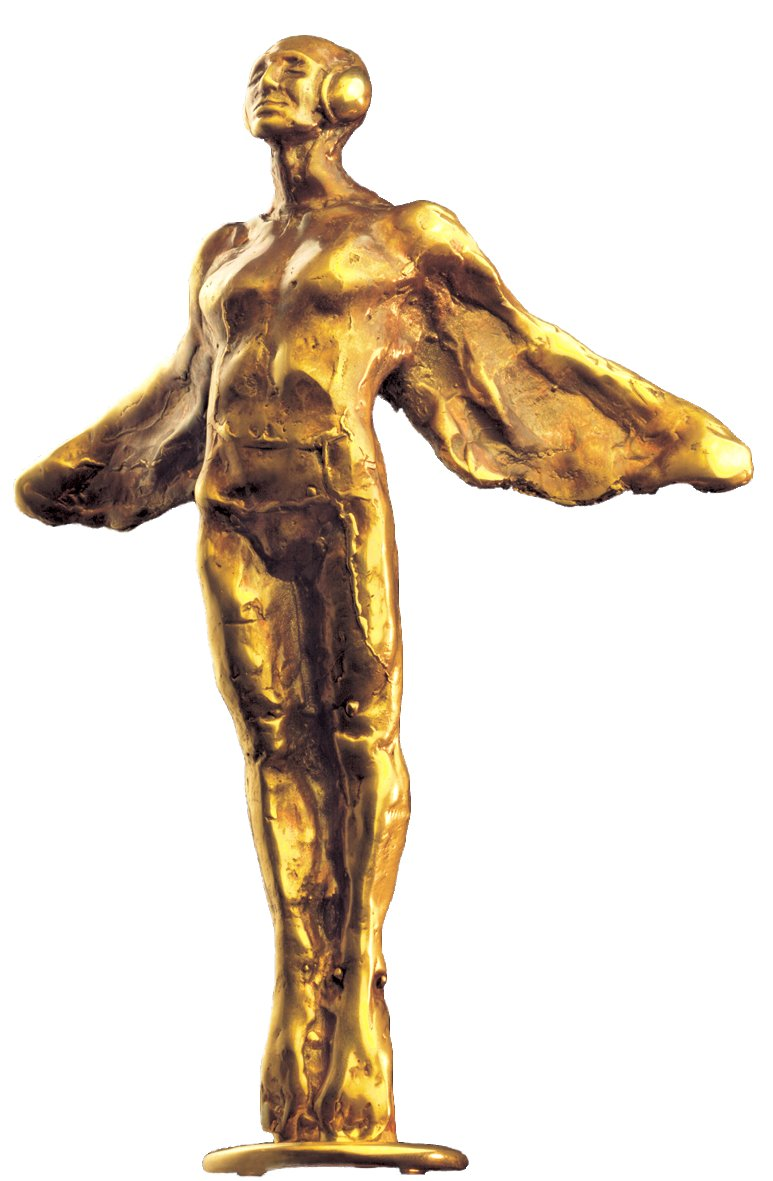
Marcin Pilich pozował do statuetki Fryderyka

Jego żoną jest rzeźbiarka Dorota Dziekiewicz-Pilich, która wykorzystała postać swojego męża jako pierwowzór statuetki Nagrody Muzycznej Fryderyka.

## Filmografia[2]

### Filmy fabularne
- 2009 – Miasto z morza – efekty synchroniczne
- 2008 – Rysa – efekty dźwiękowe
- 2007 – Jutro idziemy do kina – efekty dźwiękowe
- 2006 – Samotność w sieci – efekty dźwiękowe
- 2006 – Co słonko widziało – efekty dźwiękowe
- 2006 – Bezmiar sprawiedliwości – efekty dźwiękowe
- 2004 – Mój Nikifor – efekty dźwiękowe
- 2004 – Czwarta władza – efekty dźwiękowe (nagranie i montaż)
- 2002 – Sfora: Bez litości – postprodukcja dźwięku
- 2001 – List – udźwiękowienie, zgranie dźwięku
- 1999 – Córy szczęścia – komputerowy montaż dźwięku
- 1998 – Spona – współpraca dźwiękowa
- 1997 – Przystań – współpraca dźwiękowa
- 1997 – Bandyta – współpraca przy montażu dźwięku

### Seriale telewizyjne
- 2009 – Dom nad rozlewiskiem – efekty synchroniczne
- 2008 – Trzeci oficer – efekty dźwiękowe
- 2008–2009 – Ojciec Mateusz – efekty synchroniczne
- 2008 – Doręczyciel – efekty synchroniczne
- 2008–2009 – Czas honoru – realizacja efektów synchronicznych
- 2007 – Tajemnica twierdzy szyfrów – efekty dźwiękowe
- 2006 – Szatan z siódmej klasy – imitator dźwięku
- 2006 – Oficerowie – efekty dźwiękowe
- 2006 – Fałszerze – powrót Sfory – efekty dźwiękowe
- 2006–2008 – Faceci do wzięcia – efekty dźwiękowe
- 2006 – Dylematu 5 – efekty dźwiękowe
- 2005 – Dom niespokojnej starości – efekty dźwiękowe
- 2005–2007 – Codzienna 2 m. 3 – udźwiękowienie
- 2004–2005 – Oficer – efekty dźwiękowe
- 2003–2008 – Glina – efekty dźwiękowe i udźwiękowienie
- 2003–2005 – Defekt – efekty dźwiękowe (w II serii)
- 2002 – Sfora – nagranie muzyki czołówki, postsynchrony, postprodukcja dźwięku
- 2001 – Marszałek Piłsudski – udźwiękowienie
- 2000–2009 – Plebania – udźwiękowienie
- 2000 – Duża przerwa – opracowanie dźwiękowe
- 1999 – Tygrysy Europy – współpraca dźwiękowa
- 1998 – Gwiezdny pirat – nagranie dialogów
- 1997 – Sposób na Alcybiadesa – współpraca dźwiękowa
- 1997 – Sława i chwała – współpraca dźwiękowa
- 1994 – Molly – dźwięk i montaż elektroniczny
- 1980–2000 – Dom – komputerowe udźwiękowienie (odcinki 13–20)

### Filmy dokumentalne
- 2009 – Atak Hitlera na Polskę. Jak rozpoczęła się II wojna światowa – zgranie dźwięku
- 2008 – Taśmy marca – efekty dźwiękowe
- 2008 – Młodziutka staruszka – opracowanie dźwięku
- 2008 – Dekalog... Po dekalogu (Piąte) – udźwiękowienie i zgranie dźwięku
- 2007 – Generał polskich nadziei... (Władysław Anders 1892-1970) – efekty dźwiękowe, montaż i zgranie dźwięku
- 2006 – Dni, które wstrząsnęły Polską – udźwiękowienie
- 2005 – Zapiski znalezione w trawie. Jerzy Duda Gracz. 1941/2004 – udźwiękowienie
- 2005 – Park Narodowy Gór Stołowych – efekty synchroniczne
- 2005 – Koncert marcowy opus 68' – montaż dźwięku
- 2005 – Dusza słowiańska w bezdusznych czasach – udźwiękowienie
- 2004 – U nas na Pekinie – dźwięk
- 2004 – Tomek W. – udźwiękowienie
- 2004 – Mastersi – zgranie dźwięku
- 2004 – Do potomnego – montaż dźwięku
- 2003 – Warszawa. Spojrzenie ze wschodu – zgranie dźwięku i udźwiękowienie
- 2003 – Moja Warszawa (Zmarz-Koczanowicz M.) – zgranie dźwięku i udźwiękowienie
- 2003 – Inny. Życie Witolda Hulewicza – zgranie dźwięku
- 2003 – Historia pewnego życia – zgranie dźwięku
- 2003 – Deyna – zgranie dźwięku
- 2003 – Dasza – udźwiękowienie
- 2002 – Wesele w kołchozie „Komunizm” – udźwiękowienie
- 2002 – Repatrianci – udźwiękowienie
- 2002 – Kiniarz – udźwiękowienie
- 2002 – Juma – udźwiękowienie
- 2001 – Złoto carów – udźwiękowienie
- 2001 – Taka jest moja rola... – zgranie dźwięku
- 2001 – Polska... W poszukiwaniu utraconego raju – udźwiękowienie
- 2001 – Nie zabijaj (Siedlecki G.) – zgranie i montaż dźwięku
- 2001 – Malowane miasto – dźwięk
- 2001 – Gruszki na wierzbie – udźwiękowienie
- 2001 – Balsamista – udźwiękowienie
- 2000 – Taniec trzcin – zgranie dźwięku
- 1999 – Bursztynowy las – dźwięk
- 1998 – Kiniarze z Kalkuty – udźwiękowienie
- 1997 – Sławomir Mrożek przedstawia – montaż dźwięku
- 1997 – Papież Polak – realizacja dźwięku
- 1997 – Chopin – montaż dźwięku
- 1996 – Krajobraz przed ciszą – dźwięk

### Filmy animowane
- 2008 – Król i Królik – efekty synchroniczne
- 2004 – Bracia Koala – dźwięk i montaż
- 2003 – Między nami bocianami (odcinek „Odlot”) – nagranie dialogów
- 2002 – Maks i Ruby – dźwięk
- 1999–2000 – Fantaghiro – dźwięk i montaż
- 1998 – Stąd do ratuszowej wieży – dźwięk
- 1998 – Królestwo zielonej polany. Powrót – dźwięk
- 1996–1998 – Bajki zza okna (odcinki „Tata Kret na antypodach”, „Wielkanocna weranda pana Myszki”, „Nierozłączna para” i „Psst i Psot”) – operator dźwięku i realizator dialogów
- 1997 – Między śniegiem a siódmym niebem – dźwięk

### Filmy krótkometrażowe
- 2004 – Walker – zgranie dźwięku

### Teatr Telewizji
- 2004 – Antygona – efekty synchroniczne
- 2003 – Pasożyt – zgranie dźwięku
- 2003 – Akwizytorom dziękujemy – komputerowa realizacja dźwięku
- 2002 – Przestrzeń smutku – komputerowa realizacja dźwięku
- 2002 – Gra miłości i przypadku – zgranie dźwięku
- 2001 – Noc czerwcowa – komputerowa realizacja dźwięku
- 2000 – Grzechy starości – zgranie dźwięku
- 1998 – Mojżesz i Katarzyna – zgranie dźwięku